# Mieczysław Cichocki

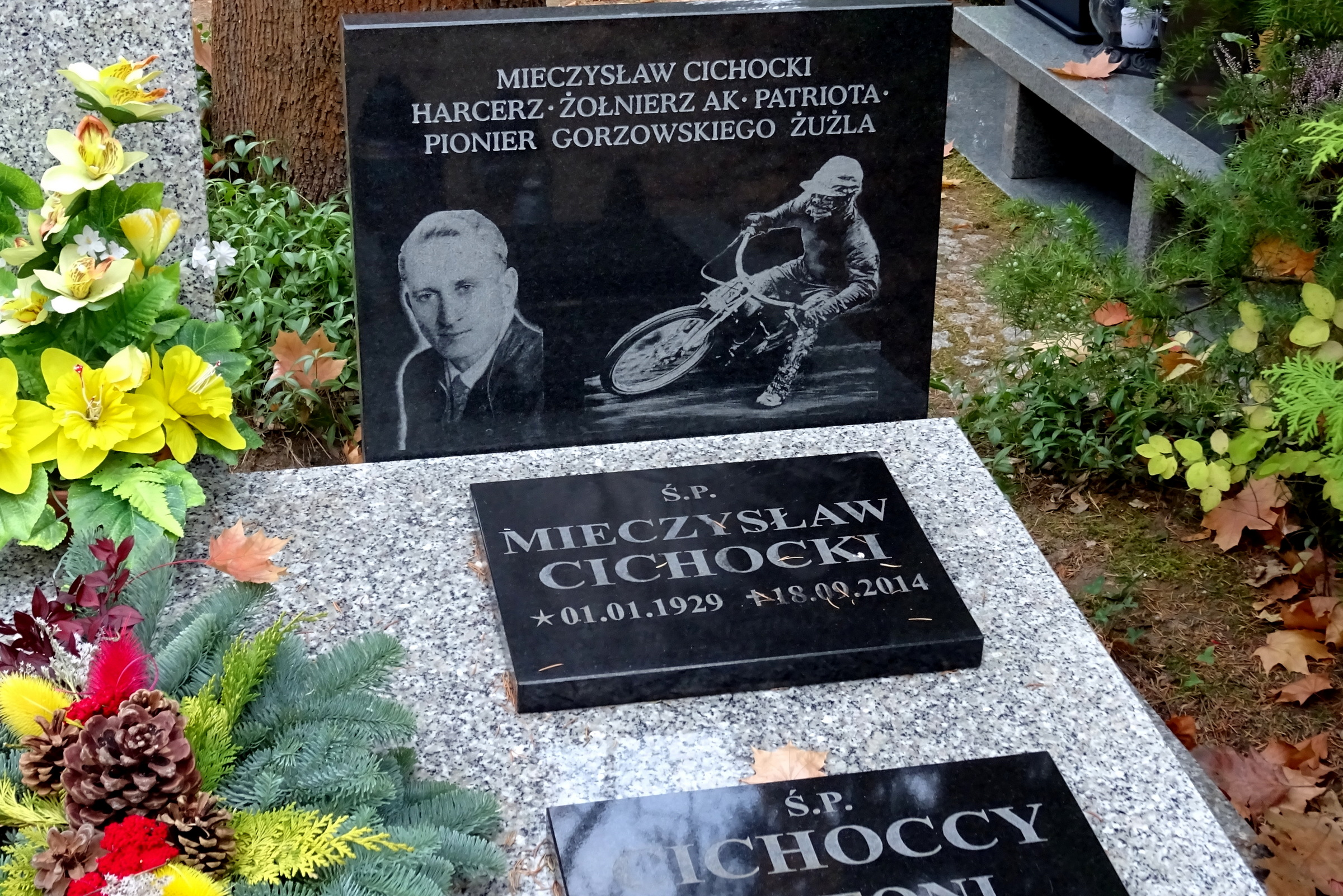
Grób na cmentarzu komunalnym w Gorzowie Wielkopolskim

Mieczysław Cichocki (ur. 1 stycznia 1929 w Kaplicy Wielkiej, zm. 18 września 2014) – polski żużlowiec i trener sportu żużlowego.
Wychowanek Unii Gorzów Wielkopolski. Reprezentował gorzowskie kluby żużlowe (Unię, Gwardię i Stal) łącznie w sezonach 1948–1951 i 1956–1961. W latach 1952–1955 jeździł w Unii Leszno. Z leszczyńskim klubem wywalczył trzy złote medale Drużynowych Mistrzostw Polski (1952, 1953, 1954).
Trener gorzowskiej Stali w latach 60., wspólnie z Kazimierzem Wiśniewskim.